# Триоксид ксенону
Оксид ксенону(VI), {\displaystyle {\ce {XeO3}}} — сполука ксенону й оксигену.
Отримується гідролізом фториду ксенону(IV) або фториду ксенону(VI). Є дуже сильним окислюючим і вибухонебезпечним агентом, з вибухом розкладається до кисню та ксенону.

## Фізичні властивості
Густина 4,55 г/см³. Вибухонебезпечний у сухому вигляді за температури вище 25 °C і ваги кристалів понад 20 мг.
Білі чи світло-блакитні кристали. Під час гідролізу утворюється прозорий розчин {\displaystyle {\ce {XeO3}}}, кристали з якого можна добути лише випаровуванням. Кристали дуже гігроскопічні, тому мають зберігатися у сухому місці. Структура кристалів ромбічна з параметрами ґратки a=6,163 Å; b = 8,115 Å; c = 5,234 Å. В одній кристалічній комірці перебуває 4 атоми.

## Отримання
Метод отримання чистих водних розчинів {\displaystyle {\ce {XeO3}}} передбачає гідроліз {\displaystyle {\ce {XeF6}}} з подальшим осадженням фторид-іона за допомогою оксиду магнію {\displaystyle {\ce {MgO}}}, видаленням іонів {\displaystyle {\ce {Mg^2+}}} під дією {\displaystyle {\ce {Zr2PO4}}}, а слідів фторид-іона в готовому продуктів — за допомогою діоксиду цирконію {\displaystyle {\ce {ZrO2}}}.
Кристалічну безбарвну {\displaystyle {\ce {XeO3}}} можна отримати випаровуванням водних розчинів {\displaystyle {\ce {XeO3}}} за кімнатної температури. {\displaystyle {\ce {XeO3}}} сублімується за 70 °C і в цих умовах розкладається. В кількості, що перевищує 20 мг, газоподібна {\displaystyle {\ce {XeO3}}} часто вибухає.

## Хімічні властивості
У результаті вибуху утворюються ксенон і кисень:
{\displaystyle {\ce {2XeO3->2Xe + 3O2}}} ΔH = −402 кДж/моль
З водою утворює ксенонисту кислоту:
{\displaystyle {\ce {XeO3 + H2O->H2XeO4 <=> H+ + HXeO4-}}}
Водний розчин не вибухонебезпечний, є стабільним і сильним окисником, окислює карбонові кислоти до вуглекислого газу та води.
Під час випаровування 0,5М розчину {\displaystyle {\ce {XeO3}}}, що містить {\displaystyle {\ce {HF}}} і був нейтралізований відповідним гідроксидом до pH 4, утворюються комплекси {\displaystyle {\ce {CsF*XeO3}}} і {\displaystyle {\ce {RbF*XeO3}}}.
У водних розчинах розкладає первинні й вторинні аліфатичні спирти, бензиловий спирт, бензальдегід, дифенілметанол до {\displaystyle {\ce {CO2}}}

## Безпека
Є сильним окисником, тому поводитися з ним потрібно дуже акуратно. Були випадки самовільного вибуху за кімнатної температури.